# Marta Kubišová
Marta Kubišová (České Budějovice, 1º novembre 1942) è una cantante e attrice ceca.

## Biografia
All'età di 9 anni si trasferì con la famiglia nella città termale di Poděbrady. Iniziò ad interessarsi di musica all'età di 11 anni, strimpellando svogliatamente il pianoforte: gli interessi principali di Marta all'epoca erano lo sport e in particolare l'equitazione.
Alla fine degli anni cinquanta cominciò ad approcciare la musica con maggiore costanza e dedizione e nel 1961 vinse il premio "nuovi talenti" a Praga. Marta iniziò la sua carriera professionale presso il teatro Afa di Plzeň e successivamente al teatro Rokoko di Praga, dove divenne immediatamente celebre.
La prima registrazione in studio risale al 25 settembre 1963 con la canzone Mne se libi ("Mi piace") presso gli studi di Pardubice a Praga. La promettente carriera di cantante, durò per soli brevi sei anni: la sua canzone Modlitba pro Martu ("Preghiera per Marta") divenne simbolo della primavera di Praga e fu l'inizio della fine: la cantante non poté più esibirsi da sola ma solamente insieme al gruppo Golden Kids del quale era la leader. Nel 1969 il premio "Usignolo d'oro" non le venne consegnato in pubblico e successivamente la sua immagine venne irrimediabilmente screditata (febbraio 1970) con finte foto pornografiche, una trama ordita dall'StB, la polizia segreta cecoslovacca (sotto il regime comunista la pornografia, vizio decadente e borghese, era considerata un reato); i suoi dischi e film vennero sequestrati e proibiti. Il gruppo dei Golden Kids si sciolse "de facto" nel febbraio del 1970.
Terminata la carriera artistica fu costretta a lavorare in una fabbrica di giocattoli e poi in una ditta di costruzioni come segretaria. Nel 1977 sottoscrisse la Charta 77 subendo continue pressioni da parte delle autorità politiche che culminarono nell'arresto. Nel 1978 registrò illegalmente nella cucina del musicista Jaroslav Hudka diverse canzoni che apparirono in un LP pubblicato in Svezia relativo agli artisti censurati in Cecoslovacchia.
Con la caduta del comunismo in Cecoslovacchia per Marta iniziò una nuova vita: apparve a fianco di Václav Havel al momento della sua elezione a presidente della Repubblica e dal 1990 riprese a incidere musica e a cantare in pubblico sia in Repubblica Ceca sia all'estero (Svezia, Svizzera) e a lavorare per la televisione e il cinema.

## Discografia essenziale
1. Songy a balady (1969, 1996)
2. Lampa (1990)
3. Singly 1 (1996)
4. Nechte zvony znít (Singly 2) (1997)
5. Dejte mi kousek louky (Singly 3) (1998)
6. Modlitba (Singly 4) (1999).

## Filmografia/televisione
1. Pátrání po Ester (2005)
2. Kameňák 2 (2004)
3. Zdivočelá země II (2001)
4. Zpověď Ungelt (2000)
5. Noční hovory s matkou (1999)
6. Stalo se na podzim (1994)
7. Hodnota tváře (1992)
8. Zvláštní bytosti (1990)
9. Vražda ing. Čerta (1970)
10. Proudy lásku odnesou (1969) (TV)
11. Bylo čtvrt a bude půl (1968)
12. Kulhavý ďábel (1968)
13. Gramo / Hit 68 (1968) (TV)
14. Náhrdelník melancholie - Sedm písní Marty Kubišové (1968)
15. Jak se krade milión (1967)
16. Mučedníci lásky (1966)
17. Vysílá studio A (1966)
18. Revue v mlze (1966)